# 上杭锥
上杭锥（学名：Castanopsis lamontii var. shanghangensis）为壳斗科锥属下的一个变种。